# Centropyxiella elegans
Espèce
Classification NCBI
Centropyxiella elegans est une espèce d'amibozoaires de la famille des Centropyxidae. Cet organisme se rencontre dans la partie européenne de l'Atlantique nord.

## Systématique
Le nom valide complet (avec auteur) de ce taxon est Centropyxiella elegans Valkanov (d), 1970.

### Publication originale
- (de) Alexandar Valkanov, « Beitrag zur Kenntnis der Protozoen des Schwarzen Meeres », Zoologischer Anzeiger, vol. 184,‎ 1970, p. 241–290 (ISSN 0044-5231, e-ISSN 1873-2674).